# トナカイのブリザード
『トナカイのブリザード』（原題：Blizzard）は、アメリカ合衆国、カナダの映画作品。

## キャスト
| 役名                   | 俳優                                 | 日本語吹替 |
| ---------------------- | ------------------------------------ | ---------- |
| ブリザード             | ウーピー・ゴールドバーグ（声の出演） | 浅野まゆみ |
| ケイティ               | ゾーイ・ワーナー                     | 新井里美   |
| ミリーおばさん         | ブレンダ・ブレシン                   | 滝沢ロコ   |
| ジェス                 | ジェニファー・ピサナ                 | 松久保いほ |
| サンタクロース         | クリストファー・プラマー             | 村松康雄   |
| オットー・ブリューワー | ヤン・トジースカ                     | 岩田安生   |
| アルキメデス           | ケヴィン・ポラック                   | 楠見尚己   |
| ジェレミー             | ジョナサン・ウィルソン               | 駒谷昌男   |
| ドナーJr.              | リー・スマート（声の出演）           | 武藤正史   |
| エリン                 | ブリトニー・ブリストー               | 小野涼子   |
| ワード先生             | ステファニー・モーゲンスターン       | 泉裕子     |
| アフロディーテ         | クリー・サマー（声の出演）           | 松元惠     |

- その他の声の吹き替え：白山修／最上嗣生／外村晶子／加藤悦子／田中一永